# Sant Miquel de Campmajor
Sant Miquel de Campmajor est une commune espagnole de la province de Gérone, en Catalogne, dans la comarque de Pla de l'Estany.